# 福島県道138号母畑須賀川線
福島県道138号母畑須賀川線（ふくしまけんどう138ごう ぼばたすかがわせん）は、福島県石川郡石川町から須賀川市に至る一般県道である。

## 路線概要
- 起点：石川郡石川町湯郷渡字米子平
- 終点：須賀川市妙見
- 総延長：12.966 km[1]
  - 実延長：総延長に同じ
- 路線認定年月日：1959年8月31日[2]

### 重用路線
- 福島県道63号古殿須賀川線（石川郡石川町湯郷渡字米子平〈起点〉～同郡玉川村南須釜字行人塚） - 当区間について福島県発行の道路現況には記載されていない。

### 道路施設
- 小作田橋

## 通過する自治体
- 石川郡石川町 - 玉川村 - 須賀川市

## 接続・交差する道路
- 石川町内
  - 福島県道40号飯野三春石川線（福島県道63号古殿須賀川線 古殿町方面重用区間）（湯郷渡字米子平〈起点〉）
  - 福島県道139号母畑白河線（母畑字丈田）
- 玉川村内
  - 福島県道42号矢吹小野線（福島県道63号古殿須賀川線 須賀川市方面重用区間）（南須釜字行人塚）
- 須賀川市内
  - 福島県道141号玉川田村線（雨田字前中山）
  - 福島県道180号川東停車場線（小作田字梨子ノ木内）
  - 福島県道63号古殿須賀川線（旧国道118号）（妙見 終点）

## 沿線
- 母畑温泉
- 玉川村立須釜小学校
- 玉川村立須釜中学校
- 須賀川市立大森小学校
- 大森田郵便局
- 須賀川市立大東小学校
- ハローワーク須賀川